# J. A. 시저
J. A. 시저(J・A・シーザー, Julious Arnest Seazer, 1948-)는 일본의 작곡가, 작사가, 연출가이다. 미야자키현에서 태어나 시즈오카현에서 성장했다. 본명은 테라하라 타카아키(寺原孝明).

## 개요
69년 도쿄로 올라와 도쿄 디자이너 학원을 중퇴했다. 테라야마 슈지(寺山修司)를 만나 극단 텐죠사지키「演劇実験室・天井桟敷」에 입단하여 음악과 연출을 담당했다. 83년부터 자신의 극단 만유인력 「演劇実験室◎万有引力」을 만들었다.
2005년 세계 박람회의 일본관에서 상연된에서 연극 한톨의 씨앗「群読叙事詩劇・一粒の種」의 연출을 맡았다. 2012년엔 신주쿠 페이스에서 40년만의 공연을 가지기도 했다.
연출도 했지만 음악작업이 유명하며 그의 초기 작품들 다수는 일본 싸이키델릭 록, 프로그레시브 록의 주요 작품에 속한다. 2013년부터 그의 걸작들이 완전판으로 복각되어 출시되었다.

## 작품
음악작품 위주로 소개
- 天井桟敷 邪宗門 (1972)
- 국경순례가 国境巡礼歌 (1973)
- 전원에 죽다 田園に死す (1974)
- 天井桟敷 阿呆船 (1977）
- 신도쿠마루 身毒丸 (1978)
- さらば箱舟 (1983)
- 少女椿 (1992) ※シングルCD、フランス・レザードノア社から発売
- 소녀혁명 우테나 少女革命ウテナ (1997년)
- 狼少年 (2002)
- 黙示録 (2011)
- 奴婢訓 (2012) ※1978年の劇中音楽集
- J・A・シーザーコンサート 山に上りて告げよ(2012) ※CD＋DVD、30年ぶりをライブ収録
- アフリカの印象 (2012)
- 痴夢のランプ (2012)
- レミング 世界の果てまで連れてって (2013) ※1979年公演舞台用音源
- 怪人フー・マンチュー (2013)
- SUNA (2013)
- 大鳥の来る日~THE END OF THE WORLD~ (2014)
- 幻想音楽劇 リア王 - 月と影の遠近法- (2014)
- ある家族の血の起源 (2016)
- ドゥーブルの起源 (2017)
- シナの皇帝 (2017)
- バルバラ矮星子黙示録 -アルセノテリュス絶対復活光とオルフェウス絶対冥府闇- (2017)
- 呪術音楽劇犬神 (2017)
- 光来復活した大歌劇 『身毒丸』 (2017)